# Wattkopftunnel
Der Wattkopftunnel ist ein 1950 m langer Straßentunnel durch den Berg Wattkopf im Landkreis Karlsruhe, der von 1988 bis 1994 als Ostumgehung von Ettlingen erbaut wurde. Er verbindet Karlsruhe mit dem Albtal und ist Teil der Landesstraße 562.
Der Tunnel wurde 2004 aufgrund fehlender Fluchtstollen und nicht getrennter Richtungsfahrbahnen als unsicherster Straßentunnel Deutschlands bewertet.

## Sanierung und Umbau
Von November 2006 bis Ende Juli 2007 war der Wattkopftunnel wegen Umbauarbeiten geschlossen, welche als erste Phase der sicherheitstechnischen Nachrüstung gelten, als Reaktion auf das mangelhafte Abschneiden im ADAC-Sicherheitstest.
Seit dem 1. August 2007 ist der Wattkopftunnel wieder uneingeschränkt befahrbar. Zu den Umbauarbeiten gehörten unter anderem vollständig überarbeitete Kommunikationssysteme, bessere Überwachung der Lufttrübung und ein vollständig überarbeitetes Entlüftungskonzept. In einer zweiten Phase der Sicherungsmaßnahmen wurde ein 1500 m langer Fluchtstollen gebaut. Über Querverbindungen alle 280 Meter ist der Fluchtstollen mit der Tunnelröhre verbunden worden.